# گلوریا نگرت مکلئود

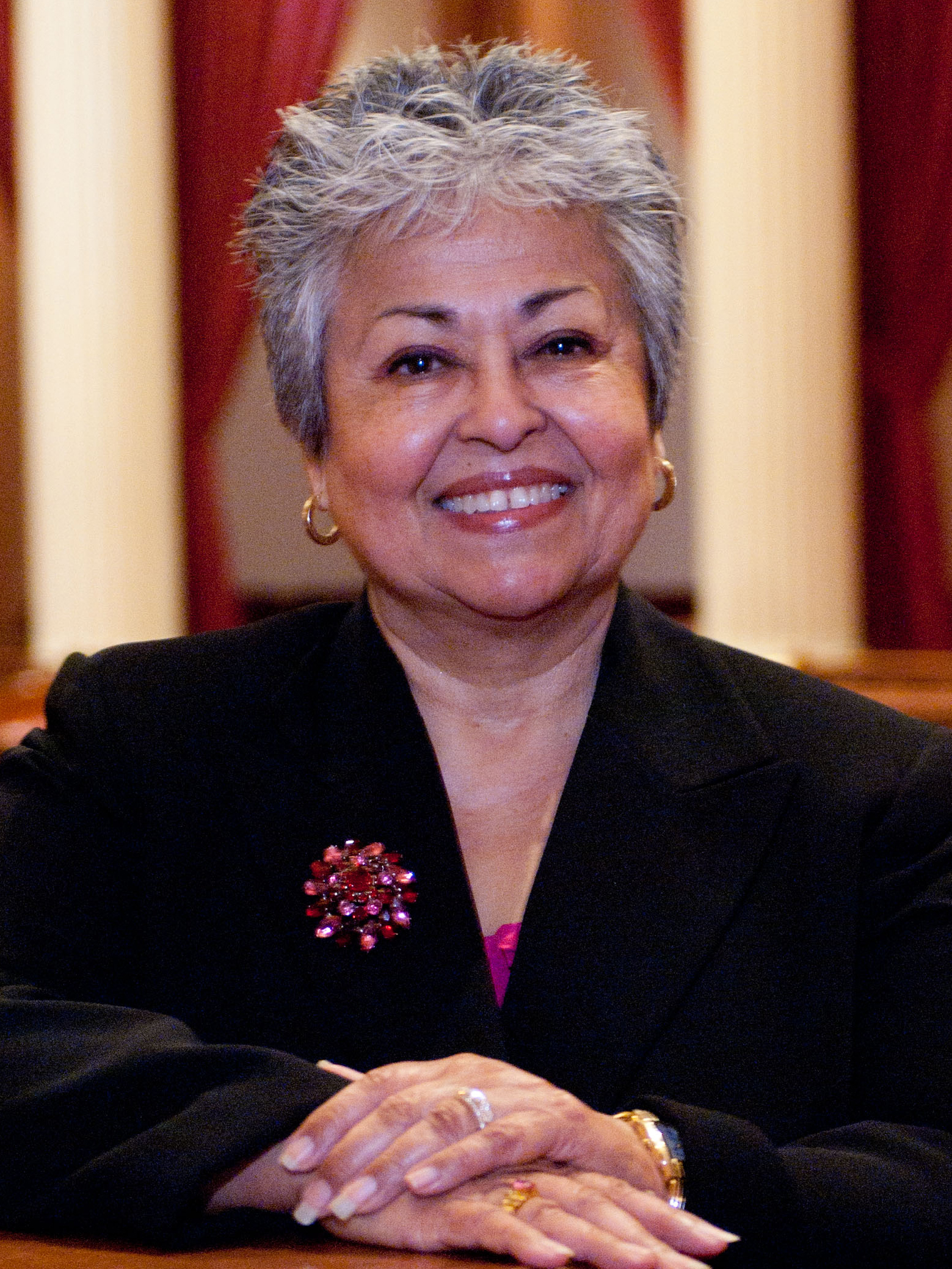
گلوریا نگرت مکلئود

گلوریا نگرت مکلئود (به انگلیسی: Gloria Negrete McLeod) نمایندهٔ حوزه انتخابیه کالیفرنیا از حزب دموکرات ایالات متحده آمریکا در مجلس نمایندگان ایالات متحده آمریکا است که برای نخستین‌بار در ۶ ژانویه ۲۰۱۳ میلادی به‌عضویت این مجلس درآمد.